# CROSS†CHANNEL
《CROSS†CHANNEL》是FlyingShine第一套以自己公司名義制作及發售的成人游戏，于2003年9月26日发售。2004年3月18日再由KID發售PlayStation 2版本《CROSS†CHANNEL ～To all people～》。2012年11月22日由WillPlus发行复刻版。

## 故事
大家一起度过的去年夏天，面临分裂的广播部所引起的各种矛盾以及和解，学院的漫长暑假。七零八落的广播部的众人的状况也都十分萎靡不振。夏初集训归来之后，团队的凝聚力早已荡然无存。如今还在坚持参加社团活动的，也只剩下一人了。主人公正是广播部的一员。因夏休而变得空旷的校园里，主人公四处漫步，寻觅着零星的友人。来到了屋顶上就会看到部长宫澄见里在架设大型的广播天线。独自一个人。这就是广播部的暑期课题，架设完成后就可以进行无线电广播了。之前都是大家齐心协力的。去年暑假也是如此。而如今，却只剩下部长一人了。昔日的友人们，如今却冷眼旁观着二人。随之而来的还有各种各样的冲突。以及和解。四分五裂的部员们的心，在慢慢地贴，在暑假的最后一天，信号发射装置完工了，装置将信息发送到了世界各处。

## 登場人物
声優的表示为（PC版／PS2版）
黑須太一
二年級，本編的主人公，放送部成员。喜欢文字游戏的轻率者，悠闲、意外的天真，自称色情王和性骚扰王。对于自己的外貌感到非常敏感，非常美型但是自己却觉得非常醜。
山邊美希
声優：榎津まお/
一年級，放送部成员，和太一是好朋友。佐仓雾的搭配者，和佐仓雾一起被成为FLOWERS，天真烂漫、开朗的捲髮少女，总是保持着笑颜，是学校的优等生。
佐倉霧
声優：中瀬ひな/澤野冷果
一年級，放送部成员。中性的少女，老实而沉默寡言，总是畏缩不前，害怕和生人交流，但是一旦开口后就喋喋不休，对敌方说出激烈的言辞。看上去威风凛凛的实际上比搭配者山辺美希还要容易受伤。
宮澄見里
声優：鳩野比奈／
三年級，放送部部長，島友貴的姐姐(不同姓氏)。被人叫做みみみ前辈的时候会很讨厌，但是みみ前辈的话就好（意义不明）。個性温和，即使是对后辈也使用敬语，看上去很坚强，但实际上却柔弱。
桐原冬子
声優：楠鈴音／
二年級，太一的同班同学。性格固执的名门之女，过去和太一是恋人关系，但是被甩了之后开始敌视太一，自尊心高，由于在群青学院的一个人转入的笔试实验中失败，仍然否定着自身，穿着便服上学就是那个意思的表现，在太一接近她之前，一直在周围构筑着墙壁。
支倉曜子
声優：児玉さとみ/
三年級，太一的青梅竹馬，比太一大一歲，长髮无表情的少女。常自稱是他的姐姐、婚約者、和他一心同體。超人的万能人，成绩、运动能力、其它的各种技能都很精通。性格冷淡激烈，但这只是行动罢了，其实是个言語和态度都很弱小的少女，很少在人们面前抛头露面，但在太一遇到危险的时候不知从什么地方就出现了。
七香
声優：理多／平井理子
乘坐自行车屡次在太一面前出现的謎之少女。虽然有谜团但是言谈好胜活跃，因此謎的气氛薄弱。
島友貴
声優：牛久京也／山口勝平
二年級，太一的朋友，放送部員(原来在篮球部)，是宮澄見里的親弟弟。是个诚实的性格稳重的少年，有个非常可爱的女朋友，和太一等三人约好了毕业以后去风俗店，现在还是童贞，非常重视友情。
櫻庭浩
声優：十文字隼人／
二年級，太一的同班同學以及朋友，放送部成员。是个游手好闲的人，性格温厚，由于是被娇惯着养大有钱人的少爷，因此常识性缺乏，总是采取破天荒的行动，但是没有恶意，很缺乏斗争心和协调性，有着突发性的流浪癖好。

## 制作人员
- 脚本：田中羅密歐
- 原画：松龍
- 音樂：Funczion SOUNDS
  - 片尾曲：CROSSING
    - 作詞：田中羅密歐
    - 作曲：Funczion
    - 歌：Marica

## Nanaca Crash
Nanaca Crash是一个基于《CROSS†CHANNEL》的Flash小游戏，目前最新版本为v1.10版[2014.05.16]。这个游戏的目的是让男主角飞的尽量的远。有时网友们会张贴自己的记录以和同好交流。

## 評價
因为之前FlyingShine的作品评价不高，加上和这款游戏同一天发售的游戏很多，本作在发售之初受到的关注并不多。但作品中極容易令人悲傷至落淚的故事，在一部分玩家之中评价很高，TYPE-MOON的劇本家奈須蘑菇也在「竹箒日記」的2003年10月17日中，称赞本作为「绝对不可能超越的作品」。在同類型「鬱遊戲」中是代表性的作品之一。另外，發售前的試看影片和故事序幕的普通戀愛遊戲的感覺，與故事其後的發展有很大的對比。

## 其他
2007年9月28日夢寶谷小說大賽優秀獎作品《莫比烏斯帶》因設定和故事大綱與《CROSS†CHANNEL》類似引發抄襲議論，作者否認指控，10月3日小說下架。